# Fallen Angels (album de Venom)
Pour les articles homonymes, voir Fallen Angel.
Albums de Venom
Hell
(2008) From the Very Depths
(2015)
Fallen Angels est le treizième album studio du groupe de heavy metal britannique Venom. L'album doit sortir le 29 novembre 2011 sur le label Spinefarm Records.

## Liste des morceaux
1. Hammerhead - 5:00
2. Nemesis - 3:07
3. Pedal to the Metal - 3:43
4. Lap of the Gods - 5:09
5. Damnation of Souls - 4:30
6. Beggarman - 4:29
7. Hail Satanas - 4:33
8. Sin - 5:33
9. Punks Not Dead - 4:10
10. Death Be thy Name - 3:10
11. Lest We Forget - 2:15
12. Valley of the Kings - 4:52
13. Fallen Angels - 7:06

## Musiciens
- Cronos (Conrad Lant) : chant, basse
- Rage (Stuart Dixon) : guitare
- Dante (Danny Needham) : batterie